# Ultranaționalism palingenetic
Ultranaționalismul palingenetic este o teoria privitoare la fascismul generic formulată de britanicul Roger Griffin, profesor de istorie modernă și teorie politică. Elementul fundamental al acesteia este credința conform căreia fascismul poate fi definit de către esența sa mitică, și anume ca doar prin revoluție putem obține „renașterea națională” - palingeneza. Griffin susține că sinteza unică dintre palingeneză și ultranaționalism deosebește fascismul de parafascism și de alte ideologii autoritare naționale. Numește acest fapt „minimumul fascist” fără de care fascismul nu există.
Idea a fost propusă pentru prima dată în lucrarea The Nature of Fascism din 1991 și a fost extinsă într-un articol intitulat Staging The Nation's Rebirth: The Politics and Aesthetics of Performance in the Context of Fascist Studies din volumul Fascism and Theatre: The Politics and Aesthetics in the Era of Fascism (1994).

## Prezentare generală
Giffin susține că fascismul utilizează „mitul palingenetic” cu scopul de a atrage largi mase de votanți care și-au pierdut încrederea în politica tradițională, promițându-le un viitor mai luminos sub conducerea fascistă. Fasciștii nu sunt singurii care apelează la astfel de promisiuni: alte ideologii politice implementează aspecte palingenetice în programele de partid deoarece politicienii aproape întotdeauna promit ameliorarea situației. Mișcările mai radicale deseori doresc răsturnarea vechiului regim caracterizat drept decadent și ostil omului de rând. Această distrugere puternică și energică a vechilor obiceiuri ar putea să necesite o anumită formă de conflict sau revoluție, însă această acțiune este descrisă ca fiind glorioasă și esențială. Așadar, astfel de mișcări compară trecutul recent cu viitorul, acesta din urmă fiind reprezentat ca o perioadă de renaștere a societății ulterioară uneia decadente și suferinde. Mitul paligenetic poate, de asemenea, susține o reîntoarcere la epoca de aur din istoria țării în cauză, trecutul devenind călăuză către un viitor mai bun. În același timp, trecutul este asociat cu un regim de natură reacționară. Fascismul însuși se distinge prin faptul că este singura ideologie care se concentrează puternic pe revoluție în mitul său sau cum afirmă Griffin:
orizonturile mistice ale mentalității fasciste nu se extind dincolo de primul nivel. Promite înlocuirea gerontocrației, mediocrității și slăbiciunii naționale cu tinerețea, eroism și glorie națională, să interzică anarhia și decadența și să aducă ordinea și sănătatea, să inaugureze o nouă lume în locul celei banale, să pună guvernul în mâinile personalităților distinse și nu în locul nonvalorilor.
În mijlocul acestor schimbări politice va exista un singur mare lider care se va lupta cu reprezentanții vechiului sistem cu ajutorul oamenilor de rând. Aceștia sunt descriși drept o mișcare de masă care are ca unic scop crearea propriului viitor. De asemenea, există infinit de multă credință în eroul mitic care reprezintă concretizarea tuturor ideilor pe care aceștia le susțin. Prin el țara va răsări asemenea unei păsări phoenix din cenușa corupției și a decadenței.

## Exemple contemporane
Național-anarhismul a fost caracterizat drept o ideologie politică sincretică dezvoltată la mijlocul anilor 1990 de către „third positionists” cu scopul promovării unui „ultranaționalism palingenetic apatrid”.